# Benjamin Church
Benjamin Church (ok. 1639-1718) – uważany za ojca amerykańskich rangersów. Był kapitanem pierwszej jednostki tej formacji, założonej w 1676 roku. Church uzyskał pełnomocnictwo do utworzenia pierwszej kompanii rangersów przez gubernatora kolonii Plymouth Josiaha Winslowa na potrzeby wojny króla Filipa. Oddział został później wykorzystany do najazdów na Akadię podczas wojny króla Wilhelma oraz wojny królowej Anny.
Church wzorował sposoby działania swojej jednostki na technikach indiańskich – starał się uczyć żołnierzy jak walczyć, pobierając nauki od samych Indian. Kadry składały się z mieszanki białych kolonistów wybieranych spośród pograniczników oraz przyjaznych tubylców. Jego pamiętniki "Ciekawe fragmenty dotyczące wojny Filipa" (ang. Entertaining Passages relating to Philip's War) opublikowane w 1716 roku są uważane za pierwszy podręcznik wojskowy w Ameryce.